# Antônio Augusto Cançado Trindade
Antônio Augusto Cançado Trindade (* 17. September 1947 in Belo Horizonte; † 29. Mai 2022 in Brasilien) war ein brasilianischer Jurist. Er wirkte von 1995 bis 2008 als Richter am Interamerikanischen Gerichtshof für Menschenrechte, darunter von 1999 bis 2004 als Präsident. Ab 2009 war er als Richter am Internationalen Gerichtshof tätig.

## Leben

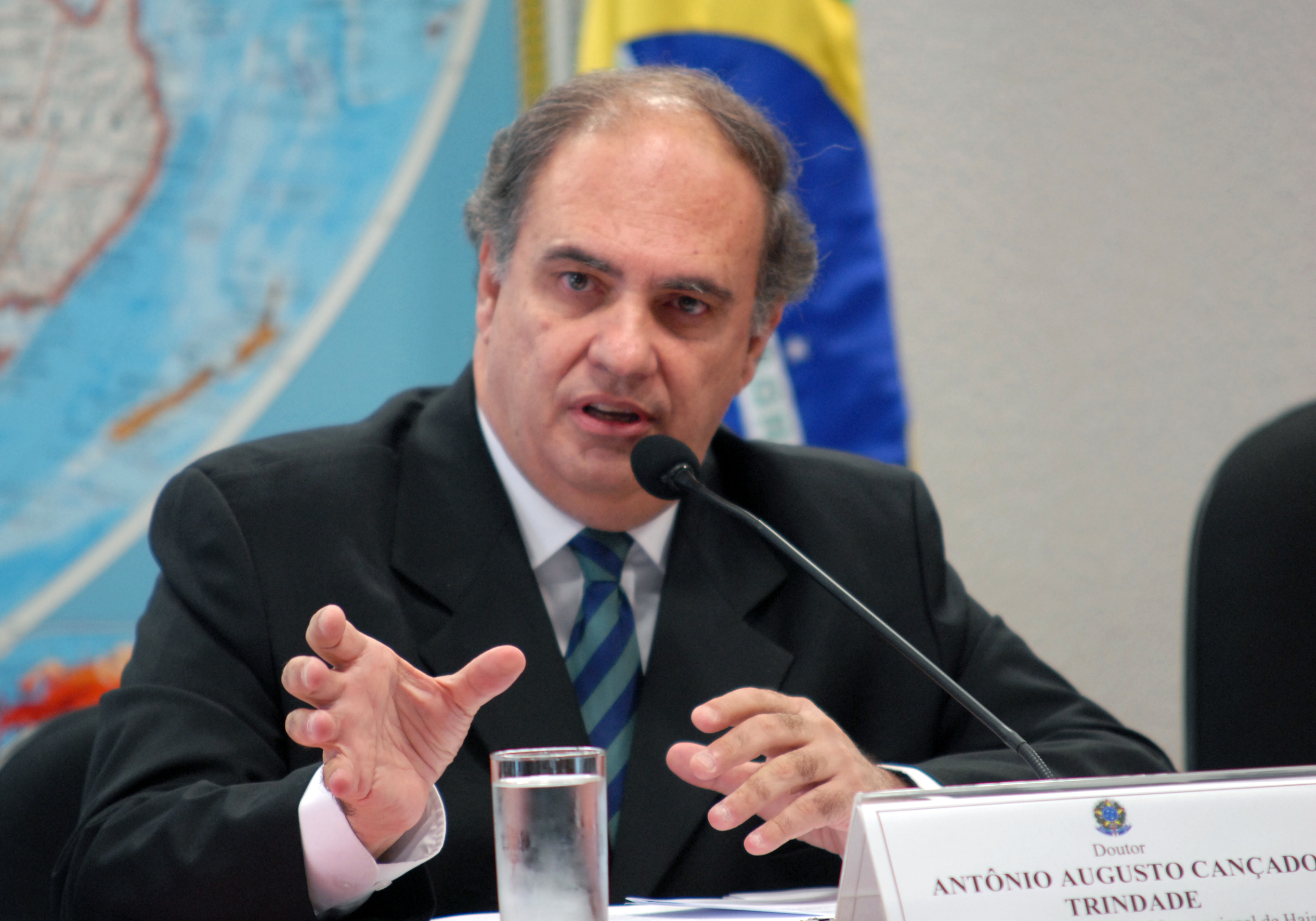
Antônio Augusto Cançado Trindade, 2008

Antônio Augusto Cançado Trindade wurde 1947 in Belo Horizonte geboren und studierte bis 1969 Rechtswissenschaften an der Universidade Federal de Minas Gerais in seiner Heimatstadt. Er erwarb außerdem 1973 einen LL.M.-Abschluss im Bereich des internationalen Rechts an der University of Cambridge, an der er 1977 auch promovierte. Ab 1978 wirkte er als Professor für internationales Recht an der Universidade de Brasília sowie von 1985 bis 1990 als Rechtsberater des brasilianischen Außenministeriums. In den 1980er Jahren vertrat er sein Heimatland mehrfach als Delegierter bei internationalen Konferenzen, darüber hinaus war er ab 1990 Berater verschiedener internationaler Organisationen und Organe der Vereinten Nationen (UN) wie dem UN-Umweltprogramm (UNEP).
Ab 1995 war er als Richter am Interamerikanischen Gerichtshof für Menschenrechte tätig, darunter ab 1997 als Vizepräsident und von 1999 bis 2004 als Präsident des Gerichts. Im November 2008 wurde er zum Richter am Internationalen Gerichtshof in Den Haag gewählt, an dem er zuvor bereits in einem Fall nach Nominierung durch Costa Rica als Ad-hoc-Richter fungiert hatte. Seine neunjährige Amtszeit begann im Februar 2009.
Antônio Augusto Cançado Trindade erhielt 2006 die für Beiträge zur effektiven Umsetzung der Menschenrechte verliehene Goler-T.-Butcher-Medaille der Amerikanischen Gesellschaft für internationales Recht, 2008 den von der Juristischen Fakultät der Columbia University verliehenen Wolfgang Friedmann Memorial Award für herausragende Leistungen im Bereich des internationalen Rechts und 2020 den Balzan-Preis. Er war seit 1997 Mitglied des Institut de Droit international und seit 2004 des Kuratoriums der Haager Akademie für Völkerrecht, an der er 1987 und 2005 in Den Haag sowie zwischen 1989 und 2008 mehrfach externe Kurse in verschiedenen lateinamerikanischen Städten unterrichtete. Darüber hinaus gehörte er dem Internationalen Institut für humanitäres Recht in San Remo an.

## Werke (Auswahl)
- Direito das organizações internacionais. Brasilia 1990
- A proteção internacional dos direitos humanos: fundamentos jurídicos e instrumentos básicos. São Paulo 1991
- El sistema interamericano de protección de los derechos humanos en el umbral del siglo XXI. San José 2001
- La nueva dimensión de las necesidades de protección del ser humano en el inicio del siglo XXI. San José 2002